# Căianu, Cluj
Căianu este satul de reședință al comunei cu același nume din județul Cluj, Transilvania, România.

## Legături externe
Materiale media legate de Căianu la Wikimedia Commons

## Imagini

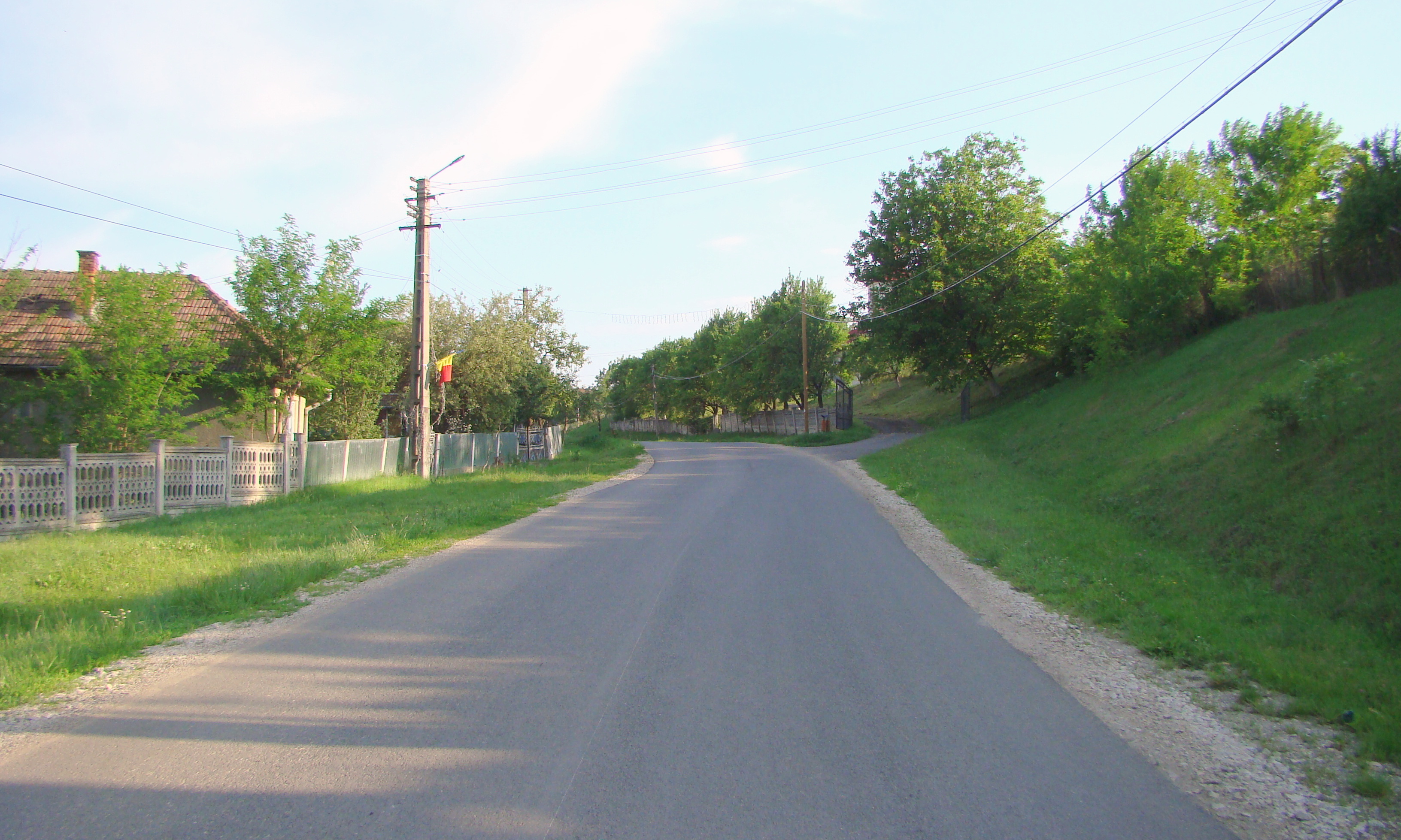
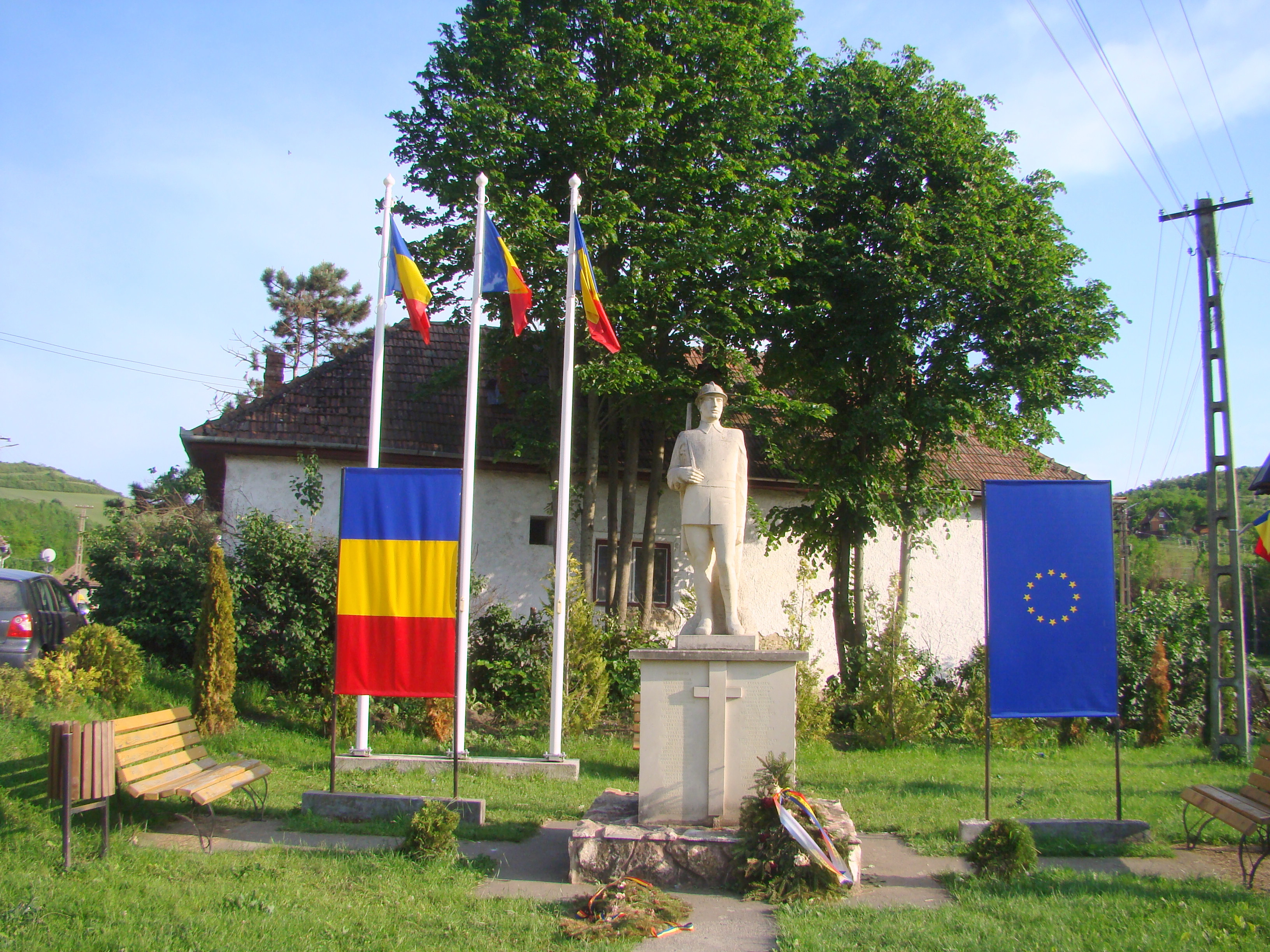
Monumentul eroilor
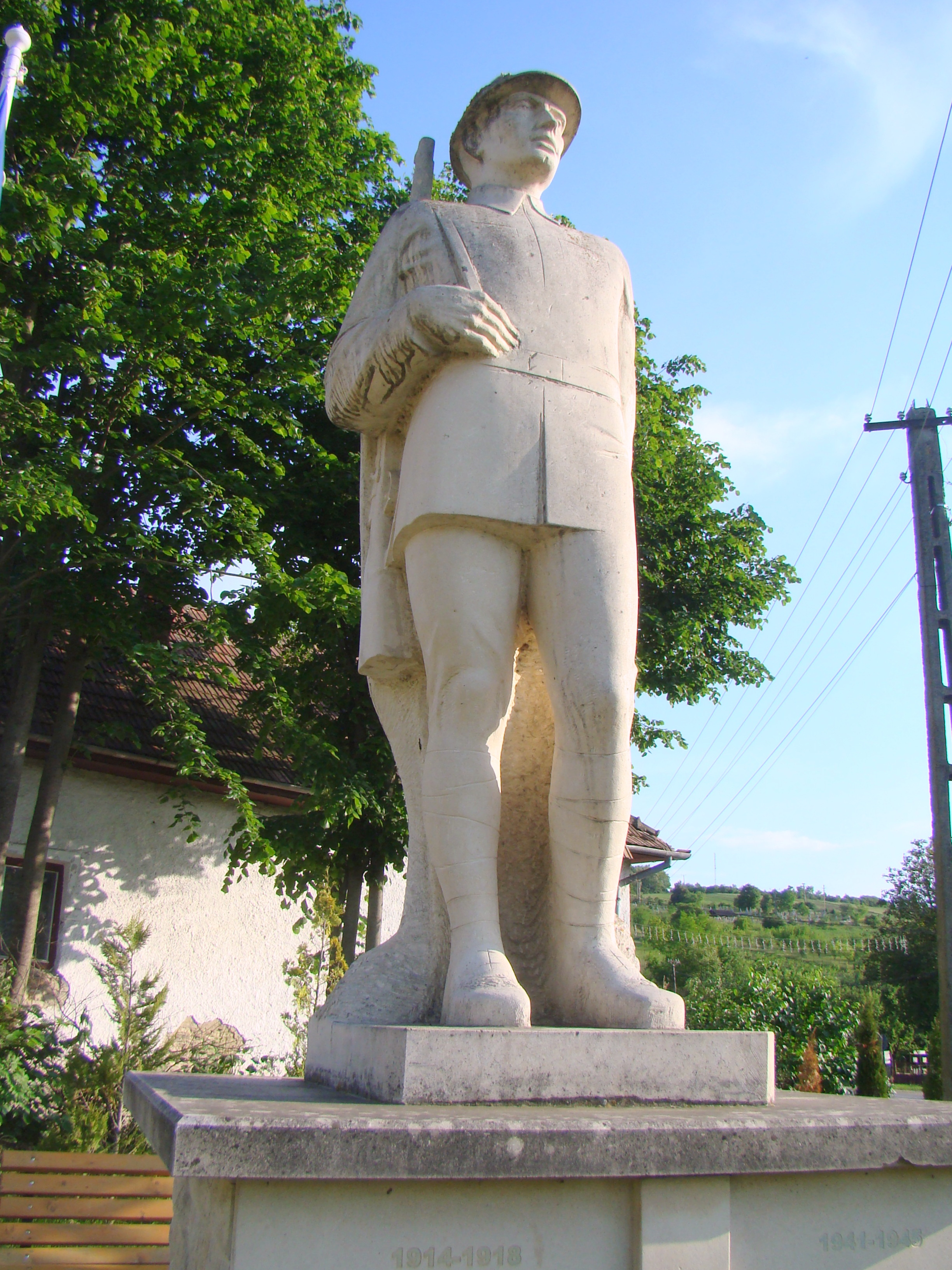
Monumentul eroilor (detaliu)
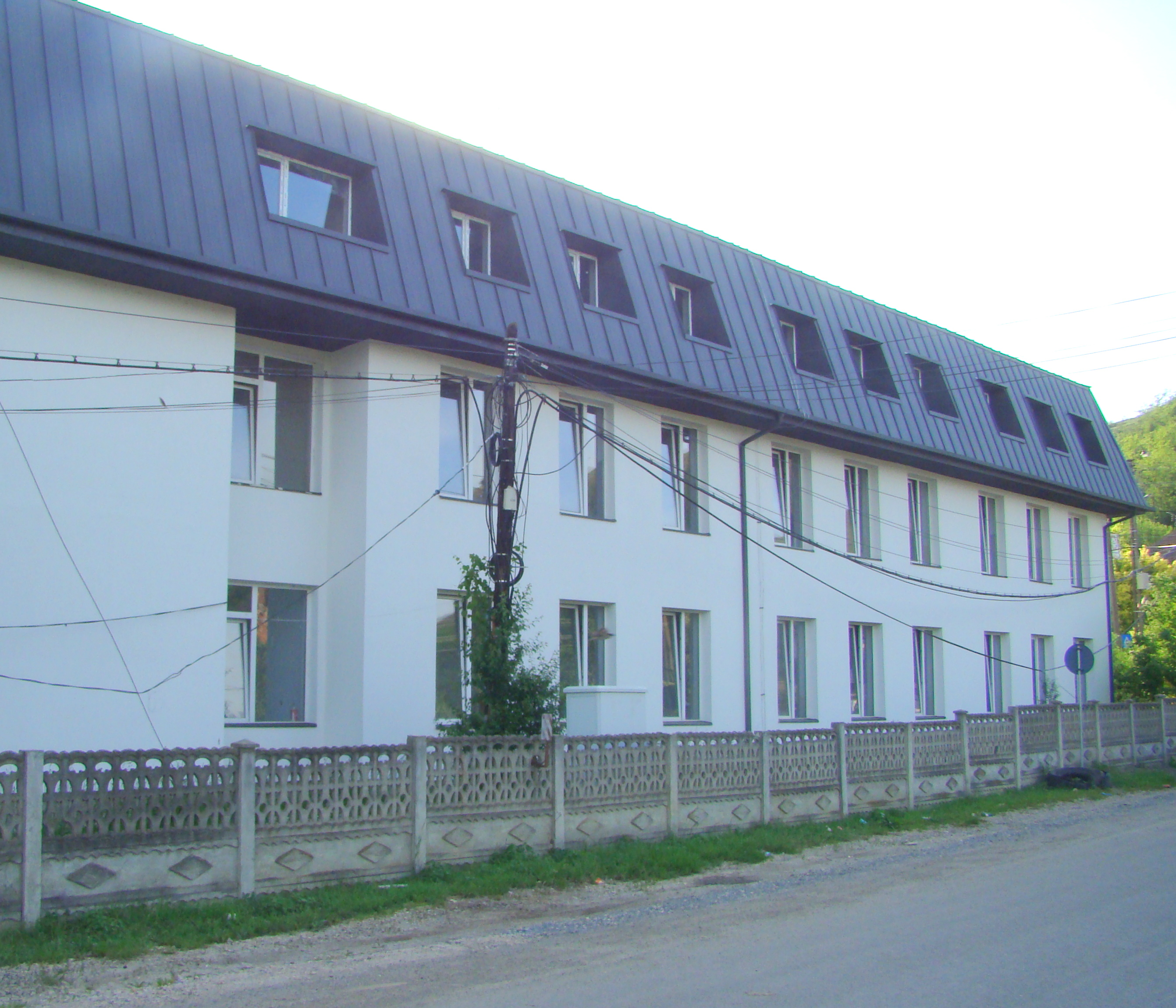
Școala
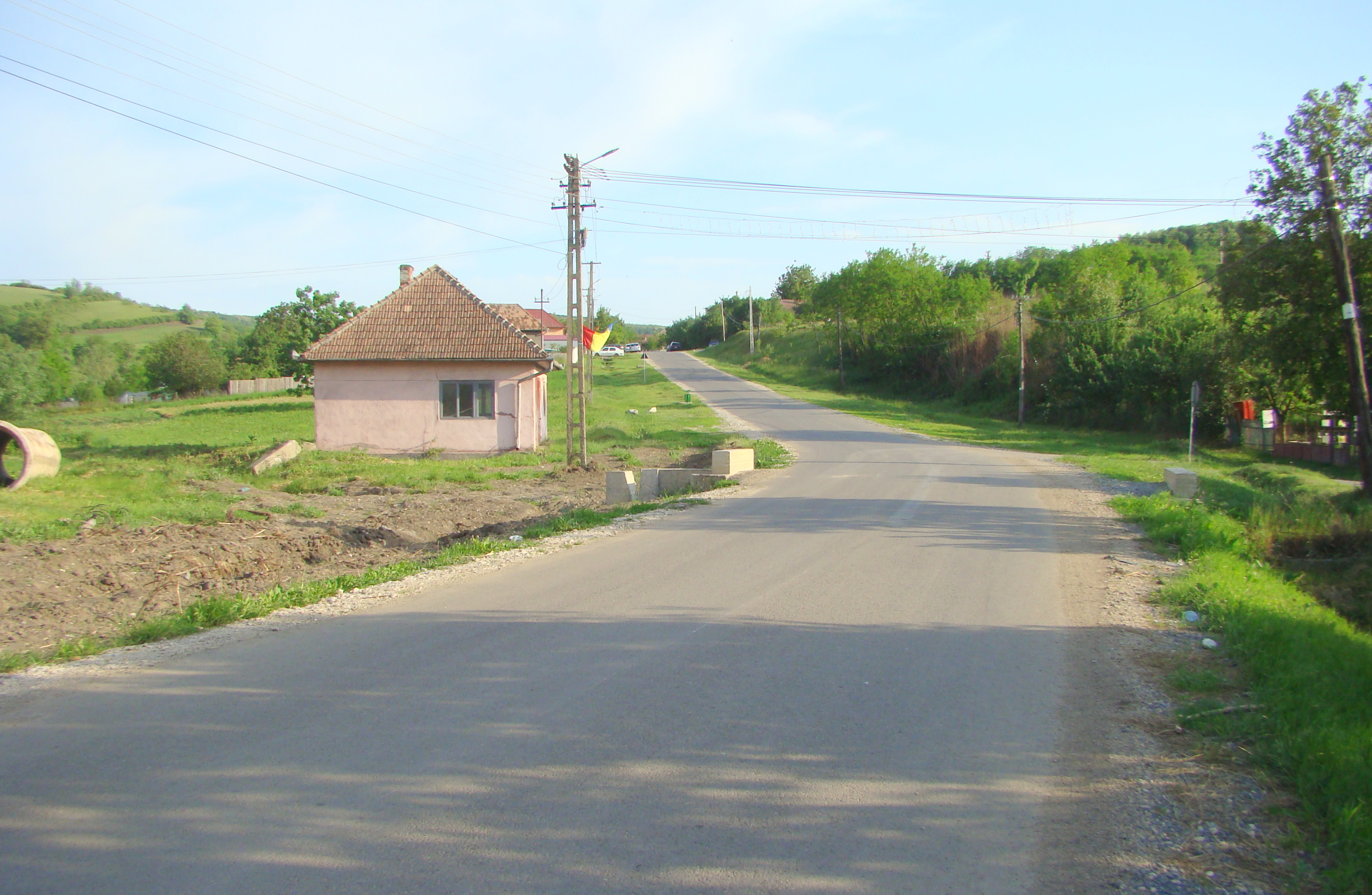
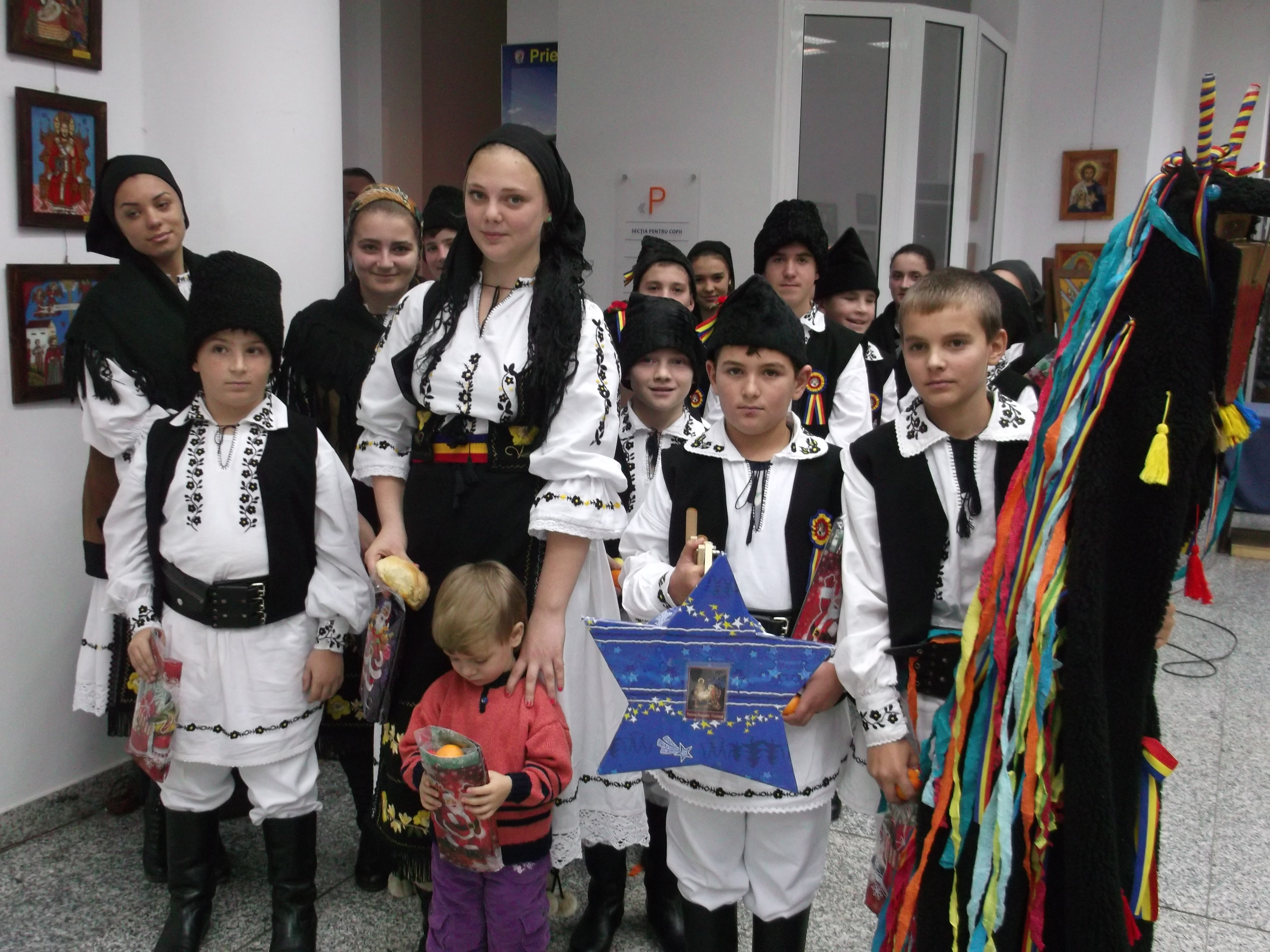
Grup de colindatori din Caianu, Cluj
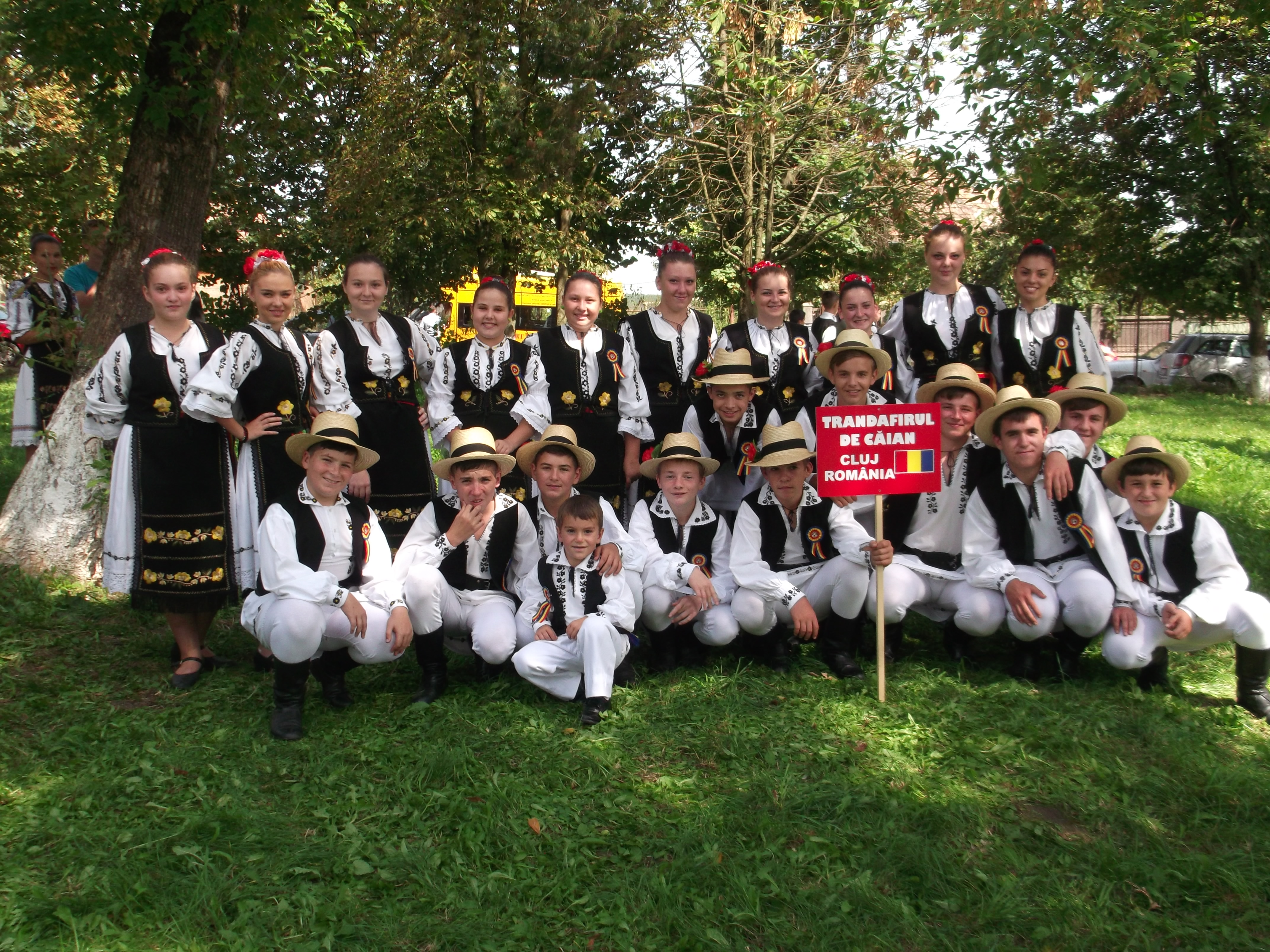
Formatia de dansuri populare din Caianu, Cluj
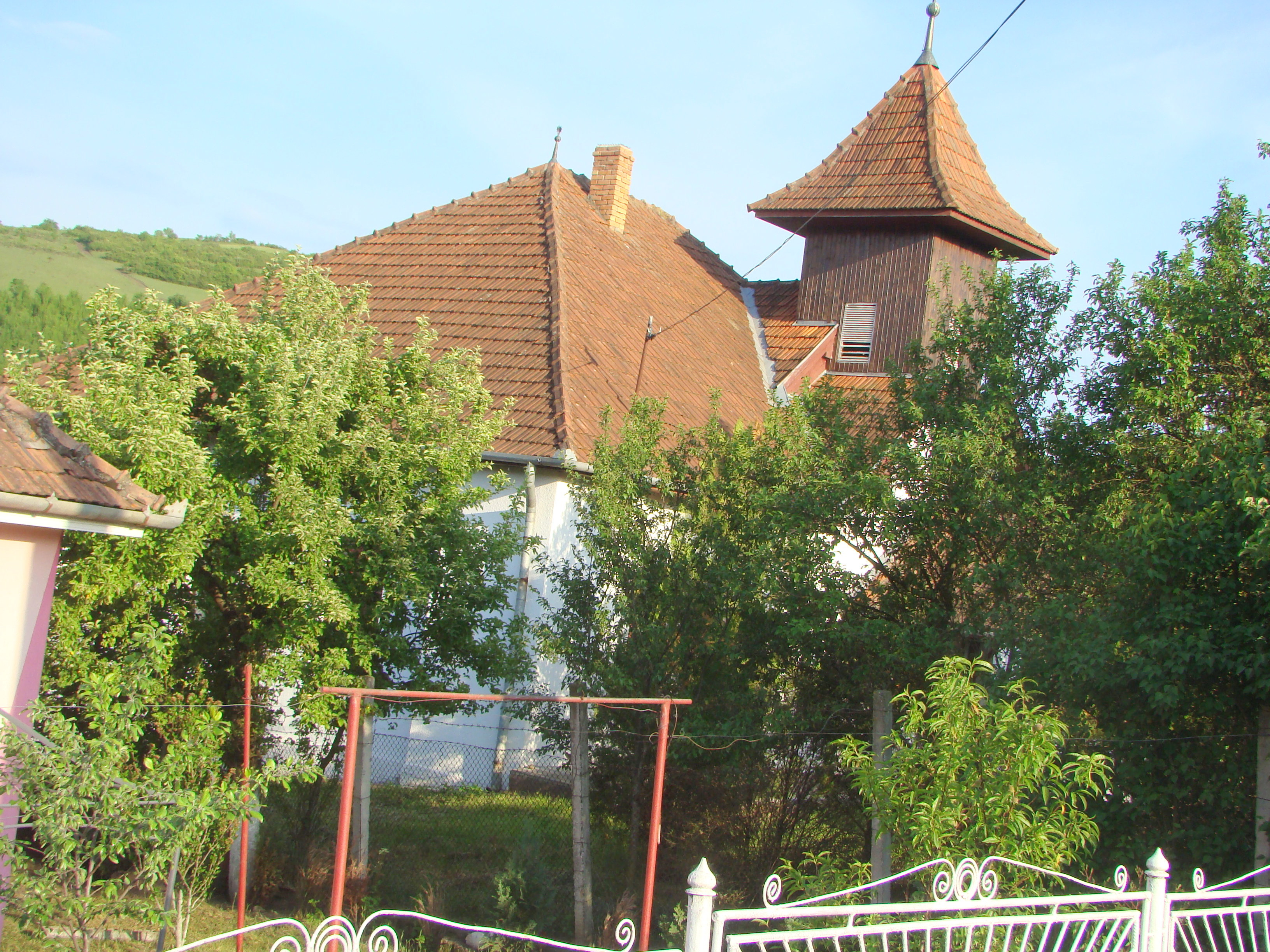
Biserica reformată
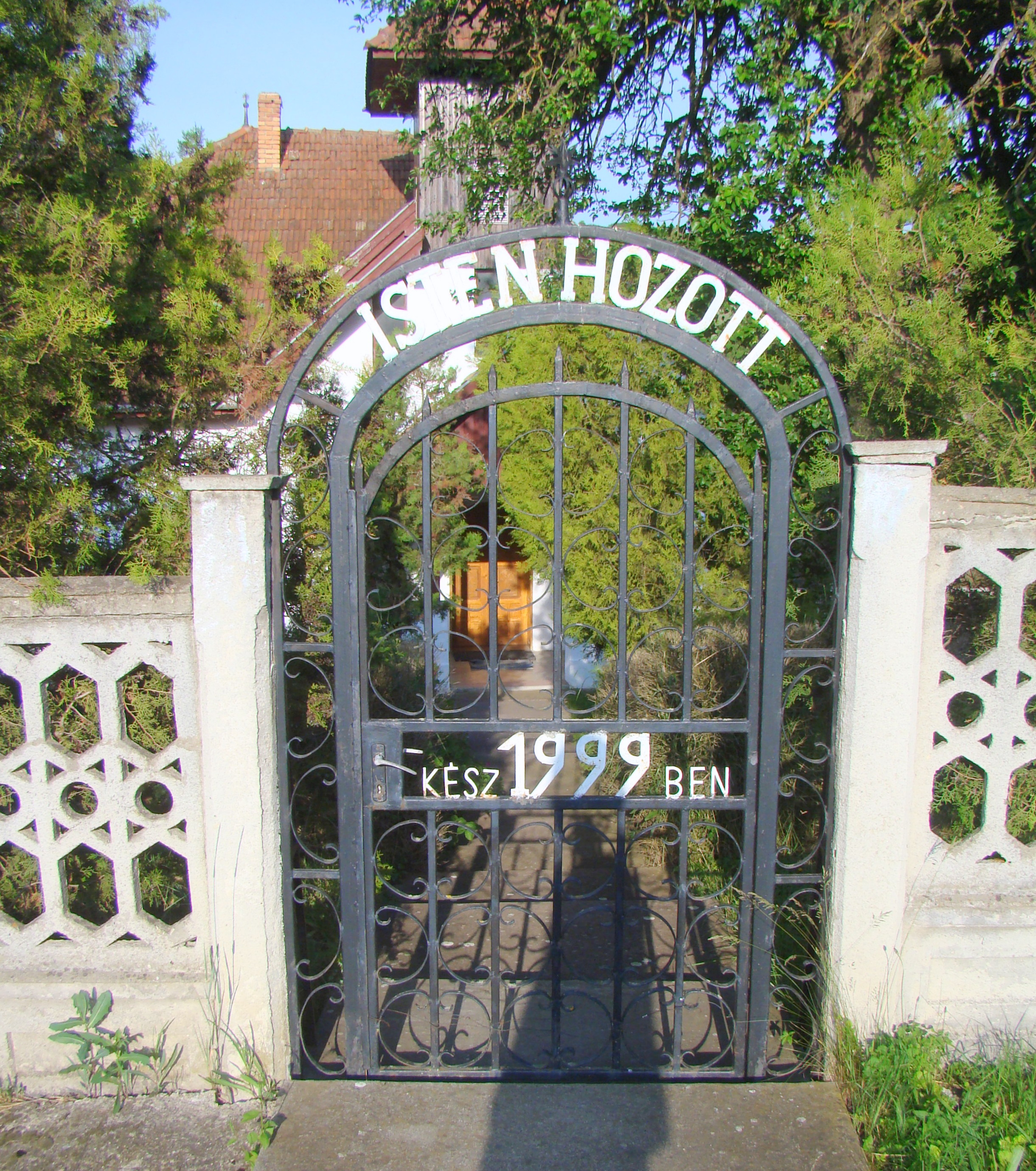
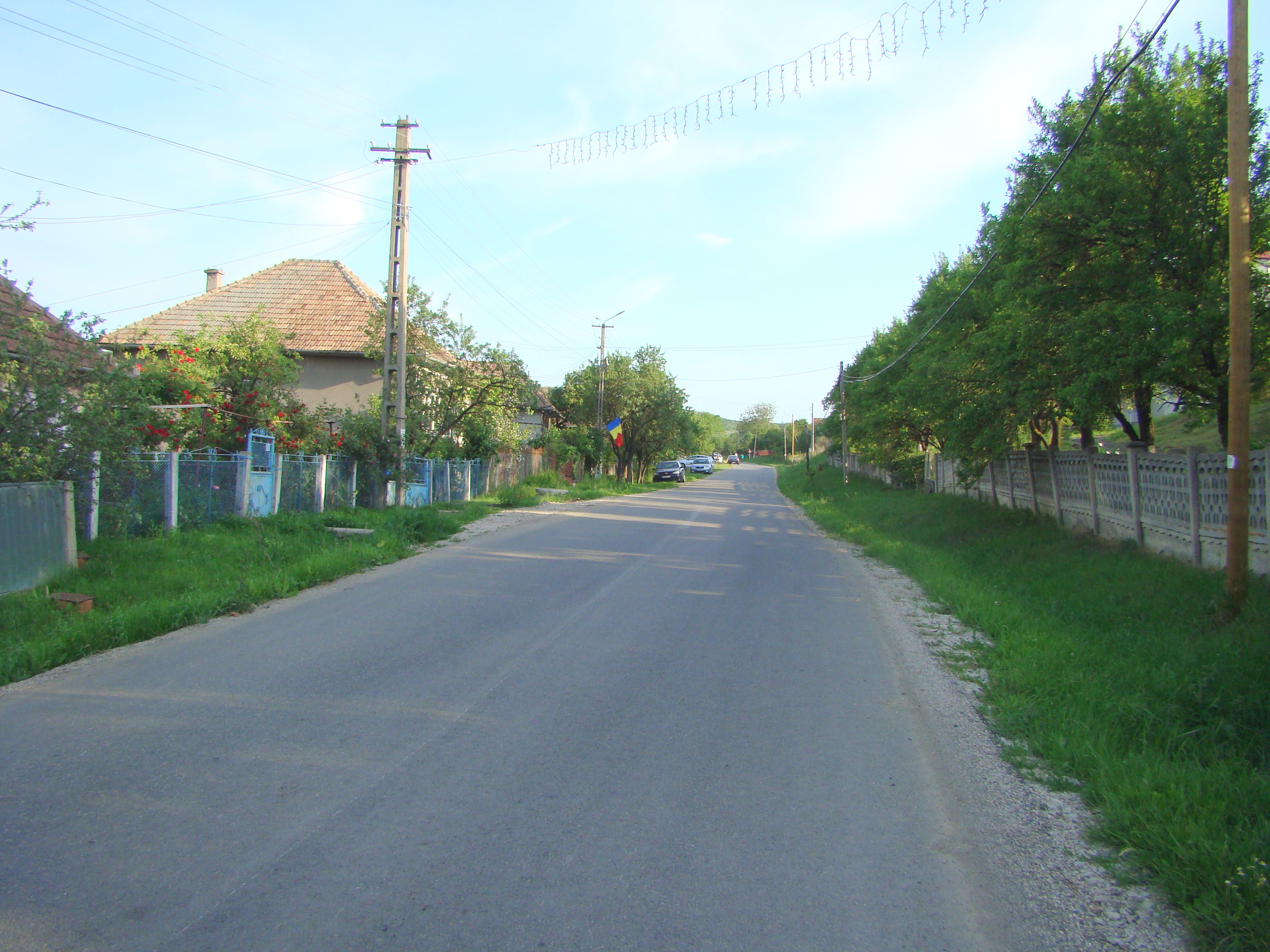
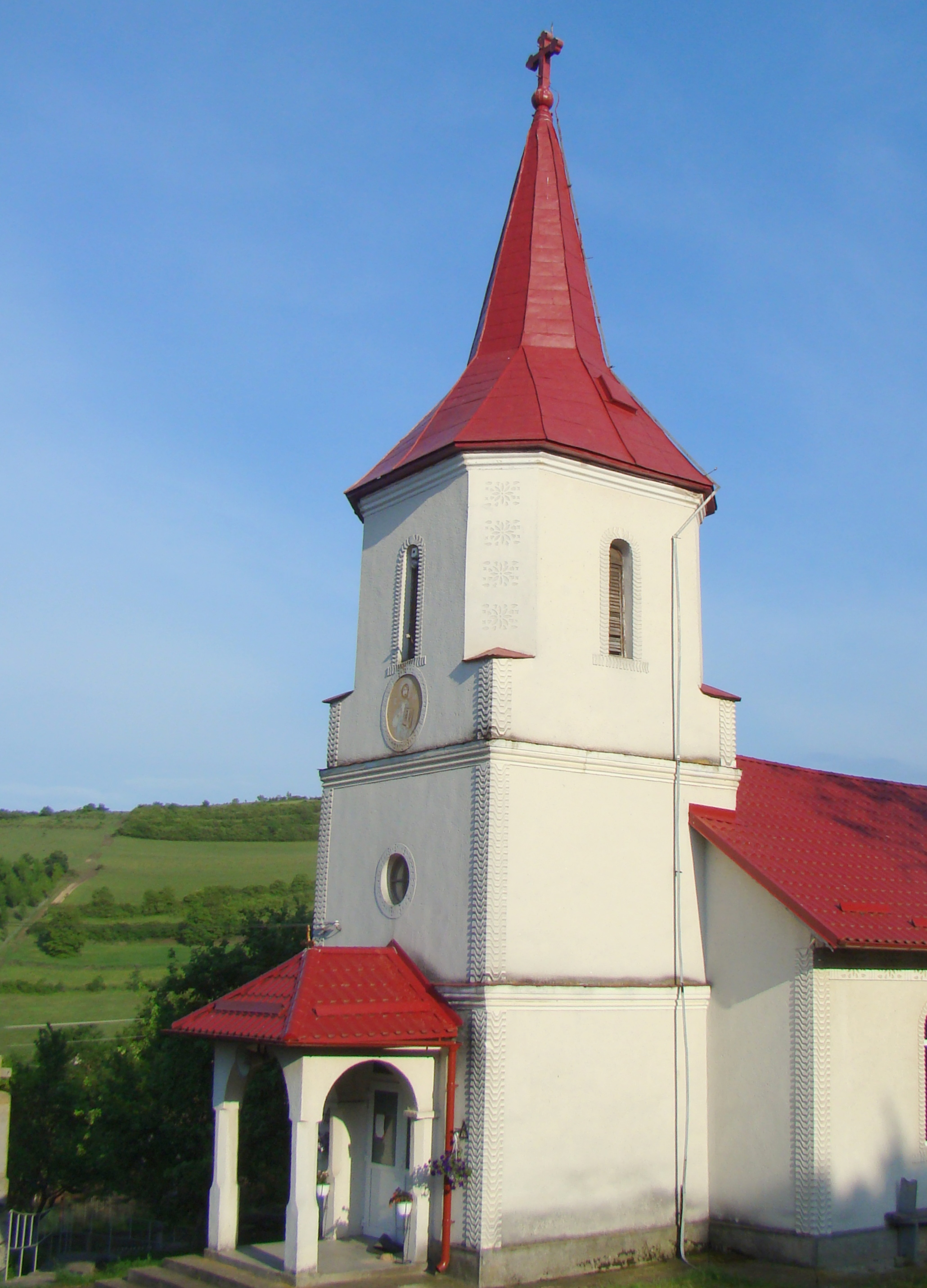
Turnul bisericii ortodoxe
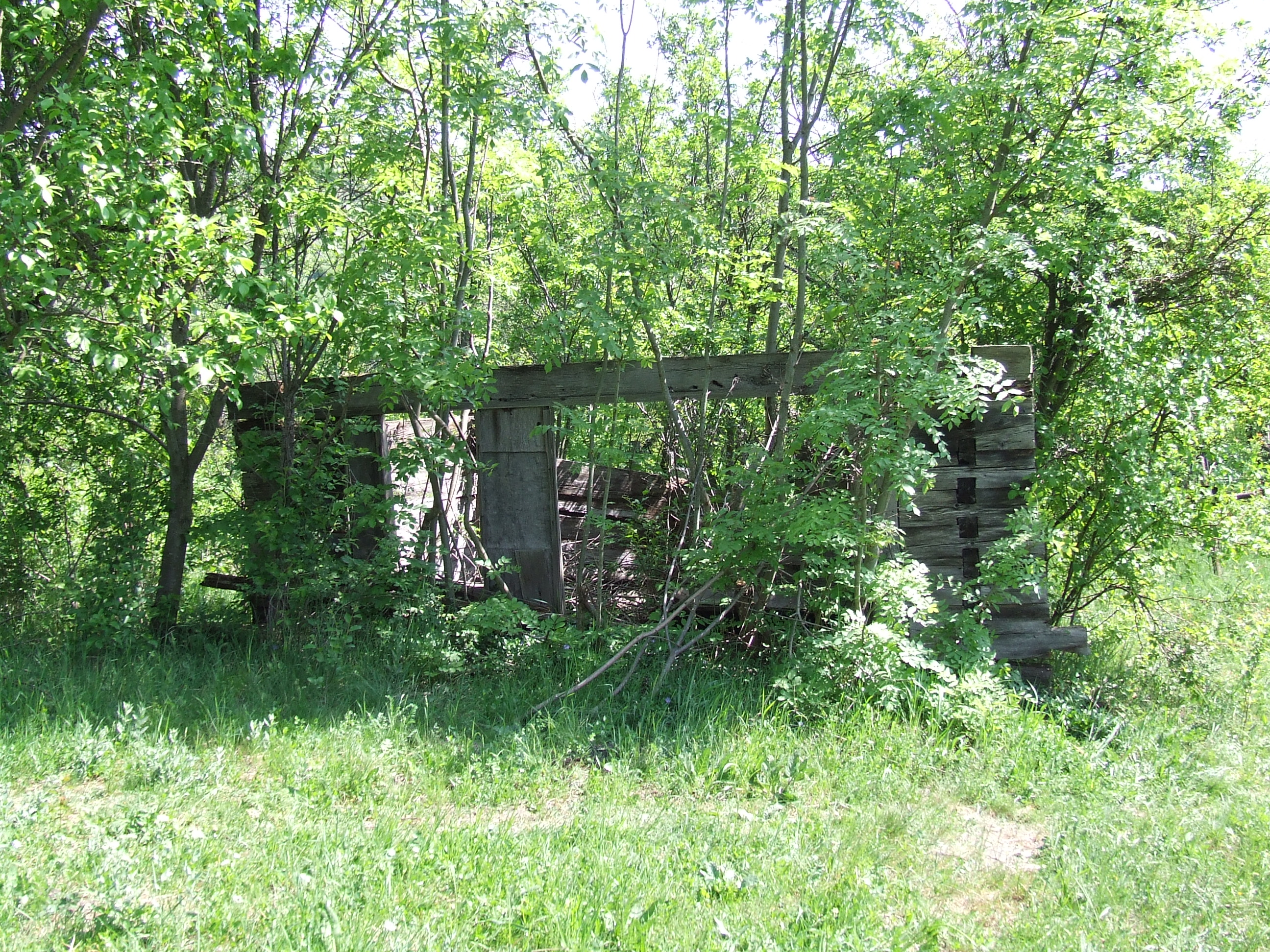
Biserica de lemn ruinată